# 奧斯拉瓦河 (普魯特河支流)

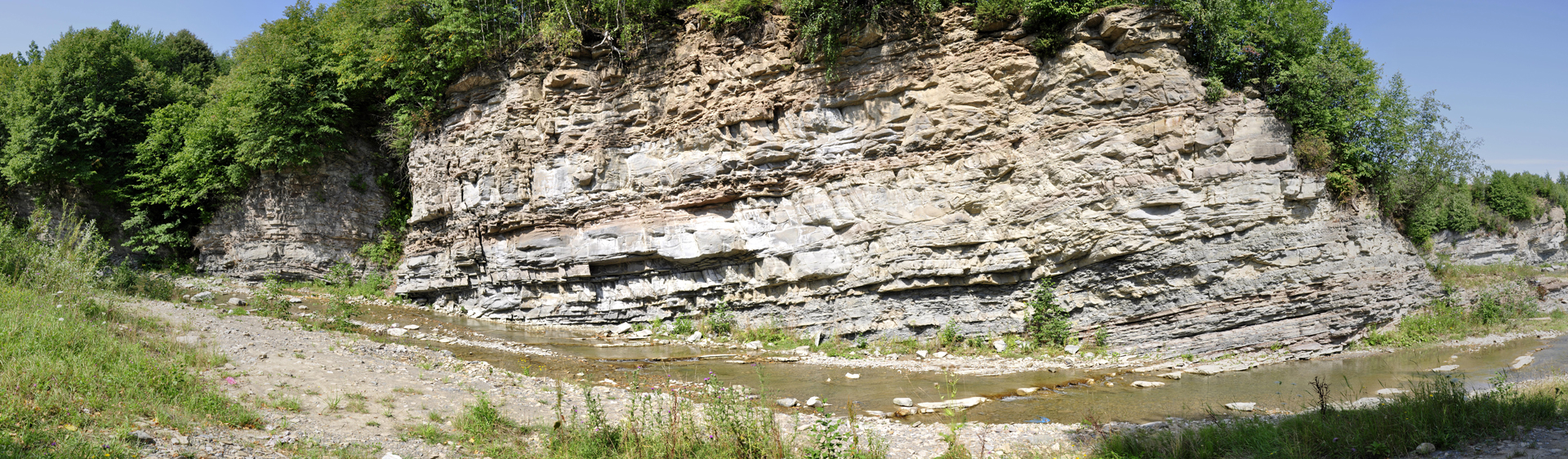

奧斯拉瓦河（烏克蘭語：Ослава），是烏克蘭的河流，位於該國西部伊萬諾-弗蘭科夫斯克州，屬於普魯特河的右支流，發源自比利奧斯拉維以南，流經纳德维尔纳区，河道全長15公里，流域面積82.9平方公里。